# Chinnenahalli, Hassan
Chinnenahalli là một làng thuộc tehsil Hassan, huyện Hassan, bang Karnataka, Ấn Độ.